# Ciències ambientals
Les ciències ambientals són el conjunt de disciplines científiques que s'ocupen de l'estudi global del medi ambient, proporcionant una aproximació qualitativa integrada, quantitativa i interdisciplinària a l'estudi dels sistemes ambientals.
Les ciències ambientals van sorgir com a camp d'investigació científica als anys 1960-1970, motivat per la necessitat d'una aproximació multidisciplinària per a analitzar complexes problemàtiques ambientals i la creixent preocupació social per la necessitat d'actuar en favor del medi ambient.
Aquesta ciència aplicada es preocupa especialment pel desenvolupament sostenible, intentant fer compatible el desenvolupament com a millora de la qualitat de vida amb el respecte al medi ambient, pel que estudia tant el medi natural com els impactes que genera l'activitat humana sobre aquest (avaluació d'impacte ambiental), intentant escollir aquelles accions menys impactants a l'hora de realitzar un projecte, com per exemple una construcció o la creació d'infraestructures.
Les ciències ambientals tenen un enfocament holístic -és a dir, general- que es val tant de les ciències naturals (química, física, biologia, geologia, ecologia, limnologia, ciència del sòl, toxicologia, tractament de residus i contaminació, etc.) com de les ciències socials (legislació ambiental, economia ambiental, sociologia), la tecnologia (enginyeria, monitoratge) i les ciències instrumentals (informàtica i Sistemes d'Informació Geogràfica).
Mitjançant aquesta visió integrada es pretén trobar solucions que aconsegueixin un equilibri entre els interessos ambientals i els socioeconòmics.

## Estudis universitaris en Ciències Ambientals a Catalunya
A Catalunya, els primers estudis universitaris en Ciències Ambientals es van crear l'any 1992 a la Universitat Autònoma de Barcelona (UAB), de forma pionera a Espanya, gràcies a l'impuls de catedràtics com Josep Enric Llebot, Jaume Terradas i Aleix Vidal-Quadras.
L'especialista en Ciències Ambientals (ambientòleg) està format amb una capacitat de visió àmplia, per tal d'orientar la resolució precisa dels problemes ambientals i coordinar i complementar el treball dels especialistes en diferents àrees específiques.

## Perfils professionals de l'ambientòleg
Algunes de les activitats en què pot treballar una persona ambientòloga són:
- Gestió ambiental a ens privats en diferents sectors i activitats.
- Gestió i administració pública ambiental.
- Consultoria, auditoria i desenvolupament i implantació de sistemes de gestió ambiental.
- Recerca, investigació, disseny i desenvolupament de productes, serveis i altres aplicacions ambientals relacionades amb l'ecoeficiència i l'ecoinnovació.
- Assessorament científic i tècnic sobre temes de sostenibilitat ambiental.
- Assessorament, desenvolupament i aplicació de la legislació ambiental.
- Elaboració d'Estudis d'Impacte Ambiental.
- Gestió i conservació d'Espais Naturals Protegits.
- Gestió i Ordenació del Territori.
- Restauració ecològica en diversos ambients: forestal, litoral, en zones impactades per activitats extractives, etc.
- Gestió de residus.
- Tractament i depuració d'aigües.
- Prevenció, anàlisi, gestió i tractament de la contaminació (de l'aigua, de l'aire i dels sòls).
- Control i tractament d'emissions a l'atmosfera.
- Control de la qualitat de l'aigua.
- Implantació d'Agendes 21.
- Gestió energètica: estalvi energètic, energies renovables, etc.
- Negociació, participació i mediació en conflictes ambientals.
- Sensibilització, educació i comunicació ambiental orientada cap a la sostenibilitat, el desenvolupament i la cooperació.
- Estudi, planificació i prevenció en salut i risc ambiental.
- Seguretat i higiene industrials.